# أليكس أروسميث
أليكس أروسميث (بالإنجليزية: Alex Arrowsmith)‏ هو مغن مؤلف ومغني أمريكي، ولد في 10 يوليو 1982 في هوود ريفير في الولايات المتحدة.

## وصلات خارجية
- الموقع الرسمي